# UFC Fight Night: dos Anjos vs. Alvarez
UFC Fight Night: dos Anjos vs. Alvarez (também conhecido como UFC Fight Night 90)  foi um evento de artes marciais mistas promovido pelo Ultimate Fighting Championship, ocorrido em 7 de julho de 2016 no MGM Grand Garden Arena em Las Vegas, Nevada  nos Estados Unidos.

## Background
O evento será o primeiro dos três eventos em Las   Vegas, que será concluído com o UFC 200. Também marca o segundo card norte-americano ao vivo, exclusivamente na sua rede digital, baseado na assinatura do UFC Fight Pass, e também será a primeira luta valendo cinturão a ser transmitida através desse meio.
O UFC Fight Night 90 está previsto para ser encabeçado por uma luta valendo o Cinturão Peso Leve do UFC, entre o atual campeão, Rafael dos Anjos, e o ex-Campeão Peso Leve do Bellator (duas vezes), Eddie Alvarez.
Uma luta no peso-leve entre John Makdessi e Mehdi Baghdad, inicialmente prevista para o UFC 199, foi transferida para este evento, possivelmente para reforçar o card.
Nordine Taleb era esperado para enfrentar Alan Jouban no evento, mas desistiu em 7 de junho, devido a lesão. Ele foi substituído pelo recém-chegado na promoção, Belal Muhammad.

## Card Oficial
Nota 1 Pelo Cinturão Peso-Leve do UFC.

## Bônus da Noite
- Luta da Noite:  Alan Jouban vs.  Belal Muhammad
- Performance da Noite:  Eddie Alvarez e  Pedro Munhoz

## Ligações Externas
1. ↑  Nota 1